# Hermes DVS
C & FC Hermes DVS is een omnisportvereniging in Schiedam voor voetbal, cricket, tennis, rugby en squash. De club is gevestigd op het Sportpark Harga en telt ongeveer 800 leden.

## Ontstaan
De club bestaat sinds 1884, aanvankelijk als cricketvereniging onder de naam Hermes. In 1890 werd ook een voetbalafdeling opgericht. De voetbalafdeling kwam pas goed van de grond na een samenwerking met DVV, de club van de plaatselijke HBS.
In september 1913 wordt Vlaardingsche Football Club opgenomen door de Rotterdamsche Voetbalvereeniging 'Door Vereeniging Sterk (DVS), opgericht op 1 oktober 1903. Deze fusieclub gaat -als DVS- zowel in Rotterdam met het eerste team als in Vlaardingen, als met het tweede team spelen. Vanuit het in Vlaardingen spelende tweede team (eigenlijk het oude team van VFC), wordt de samenwerking gezocht met de kwakkelende club Vlaardingsche Footballclub Olympia (opgericht in 1898). De samenwerking werd op 28 oktober 1913 beklonken met de oprichting van de nieuwe club V.F.C. Olympia. 
Op 1 juni 1919 fuseerde Hermes met de Rotterdamse voetbalclub DVS (Door Vereniging Sterk), dat bij gebrek aan een goed veld in Vlaardingen speelde. Vanaf dat moment is de naam van de club Hermes DVS. Het blauw-zwarte tenue van Hermes werd bij de fusie vervangen door het blauw-witte van DVS.

## Derby
Feyenoord speelde in haar historie 34 duels tegen Hermes DVS. Daarvan won Feyenoord er 18 en verloor er 12. In 1929-1930 won Feyenoord met 1-10. In 1932-1933 leed Feyenoord met 0-2 haar grootste thuisnederlaag tegen Hermes DVS. In 1933-1934 verloor Feyenoord met 4-0 en in 1939-1940 behaalde Feyenoord haar grootste thuisoverwinning 9-2.

## Jaren vijftig
In 1950 besloot de NVB om vier eerste klassen in te stellen in plaats van regionale competities. De winnaars van deze vier competities speelden daarna play-offs om het landskampioenschap. De resultaten voor Hermes DVS zijn als volgt:
- In 1950-51: vierde plaats in eerste klasse C.
- In 1951-52: eerste plaats in eerste klasse D, voor Sparta en PSV. In de Play-offs om het kampioenschap was Willem II sterker. Wel eindigde Hermes op de tweede plaats vóór Haarlem en Ajax.
- In 1952-53: achtste plaats in eerste klasse D, .
- In 1953-54: vierde plaats in eerste klasse D,

In 1954 werd een alternatieve voetbalbond opgericht voor profs en werden de competities van de NBVB en KNVB afgebroken. Bij de oprichting hiervan in 1954-1955 speelde de club in de groep C van eerste divisie met GVAV, Alkmaar '54, Blauw Wit, HFC Haarlem, Enschedese Boys, Feyenoord, Rapid JC, SV Limburgia, N.E.C., NOAD, PSV, EBOH en Vitesse. De negen clubs die als hoogste eindigden waren verzekerd van een plaats in een van de twee hoofdklasses.
Bij de invoering van de Eredivisie in 1956 eindigde de club in 1958 nog op de 5de plaats in de Eerste Divisie. Daarna gingen de resultaten omlaag. In 1962-1971 speelde het in de Tweede Divisie. Daarna werd Hermes weer een amateurclub.

## Competitieresultaten 2013–heden (zaterdag)
| 11 4D |

| 2 4D |

| 7 4E |

|  |

|  |

| 5 4F |

| 6 4E |

| 9* 4F |

| 4* 4F |

| 2 4G |

| 2 4E |

| 1 4E |

| 14 3G |

- = Dit seizoen werd stopgezet vanwege de uitbraak van het coronavirus. Er werd voor dit seizoen geen officiële eindstand vastgesteld.

| Tweede divisie | Derde divisie | Vierde divisie | Eerste klasse |
| Tweede klasse  | Derde klasse  | Vierde klasse  | Vijfde klasse |

## Competitieresultaten 1920–2017 (zondag)
| 6 |

| 8 |

| 11 2B |

| 4 2C |

| 4 2B |

| 3 2A |

| 3 2A |

| 2 2B |

| 1 2A |

| 6 |

| 4 |

| 6 |

| 5 |

| 5 |

| 8 |

| 2 |

| 10 |

| 8 |

| 10 |

| 7 |

| 4 |

| 7 |

| 6 |

| 2 |

| 2 |

|  |

| 3 |

| 7 |

| 6 |

| 4 |

| 2 |

| 4 1C |

| 1 1D |

| 8 1D |

| 4 1D |

| 14 C |

| 1 B |

| 8 B |

| 12 B |

| 5 B |

| 11 B |

| 7 A |

| 12 B |

| 7 B |

| 2 B |

| 10 B |

| 13 B |

| 15 |

| 10 |

| 16 |

| 6 |

| 4 |

| 1 2B |

| 2 1B |

| 1 1B |

| 3 A |

| 8 A |

| 13 A |

| 6 1B |

| 4 1B |

| 10 1B |

| 3 1B |

| 2 1B |

| 4 1B |

| 10 1B |

| 8 1B |

| 11 1B |

| 11 1B |

| 12 1B |

| 8 1B |

| 12 1B |

| 8 2B |

| 4 2A |

| 7 2A |

| 12 2A |

| 9 3D |

| 3 3D |

| 11 3D |

| 2 4D |

| 3 4G |

| 6 3D |

| 8 3D |

| 12 3C |

| 11 4E |

| 6 4F |

| 9 4E |

| 4 4E |

| 7 4D |

| 5 4D |

| 10 4D |

| 5 4E |

| 2 4E |

| 14 3B |

| 5 4B |

| 1 4D |

| 6 3D |

| 4 3D |

| 12 3D |

| Eerste divisie | Eerste Klasse (profniveau) | Tweede divisie | Hoofdklasse | Eerste klasse | Overgangsklasse | Tweede klasse | Derde klasse | Vierde klasse |

In elke staaf van de grafiek staat van boven naar beneden vermeld: 
- Eindnotering

Dit is de positie die de club heeft bereikt in de competitie, zonder eventuele beslissings-, play-off- of nacompetitiewedstrijden die nodig zijn geweest om bijvoorbeeld de kampioen van de competitie te bepalen.
Indien een * achter het getal staat is de notering een tussenstand en kan het zijn dat de notering niet overeenkomt met de uiteindelijke eindstand van de competitie.
Staat er een - dan is het seizoen nog bezig en is er geen definitieve uitslag bekend.
Staat er xx op de positie van de notering, dan heeft de club vroegtijdig de competitie verlaten. Dit kan onder andere komen door terugtrekking van het team, faillissement van de club of door een uitgedeelde straf van de KNVB. In veel gevallen staat elders in het artikel de reden vermeld.
Staat er een ? dan is het resultaat uit het verleden onbekend, en is alleen de competitie of het niveau bekend van dat seizoen.
In de seizoenen 2019/20 en 2020/21 werd wegens de coronacrisis het amateurvoetbal afgebroken. Daardoor kennen deze staven geen eindklassering (middels -- weergegeven).
- Competitieniveau en afdelingsletter of Officiële eindstand Eredivisie
  - Competitieniveau en afdelingsletter

Hierbij geeft het getal het niveau weer, dat ook terug te vinden is in de legenda. De letter is de afdelingsaanduiding en wordt gebruikt wanneer er meer afdelingen zijn op hetzelfde niveau. De afdelingsletter is altijd een hoofdletter en wordt meestal zonder nummer gebruikt.
Voorbeeld: 2F is niveau 2e klasse competitie F.
Het competitieniveau en nummer wordt niet vermeld wanneer er slechts één competitie van dit niveau was.
  - Officiële eindstand Eredivisie (getal staat tussen haakjes vermeld)

Sinds de introductie van play-offwedstrijden voor Europees voetbal na afloop van de reguliere competitie in 2005/06, is de KNVB verplicht een eindstand van de Eredivisie door te geven aan de UEFA aan de hand van deze play-offwedstrijden.
Bij deze eindstand staan clubs die zich hebben gekwalificeerd voor Europees voetbal hoger dan clubs die zich niet wisten te kwalificeren. Indien er geen verschil was tussen de eindnotering en de officiële eindstand, staat dit getal niet vermeld.

- Onderafdeling

Hier staat afgekort de naam van de onderafdeling indien de club in dat jaar in een onderafdeling uitkwam. Tevens staat deze afkorting in de legenda en wordt gelinkt naar het artikel over deze onderafdeling. Deze afkorting wordt alleen vermeld wanneer de club in het verleden in verschillende onderafdelingen heeft gespeeld. Deze vermelding is in de staaf altijd in kleine letters. Deze onderafdelingen zijn na het seizoen 1995/96 afgeschaft. Heeft de club in slechts één onderafdeling gespeeld, dan is dit alleen terug te vinden in de legenda.
Onder de staaf staat het jaartal vermeld waarin het seizoen is afgesloten. 15 verwijst naar het seizoen 2014/15 of eventueel het seizoen 1914/15.
Wanneer een staaf leeg is, zijn deze gegevens niet bekend. Het kan ook zijn dat de club dat seizoen niet heeft meegespeeld op het hogere amateurniveau, vroegtijdig de competitie heeft verlaten of uit de competitie is gezet.

In het seizoen 1944/45 was er wegens de Tweede Wereldoorlog geen regulier competitievoetbal.

## Betaald voetbal

### Seizoensoverzichten
| Resultaten van Hermes DVS sinds de toetreding in het betaald voetbal in 1954 | Resultaten van Hermes DVS sinds de toetreding in het betaald voetbal in 1954 | Resultaten van Hermes DVS sinds de toetreding in het betaald voetbal in 1954 | Resultaten van Hermes DVS sinds de toetreding in het betaald voetbal in 1954 | Resultaten van Hermes DVS sinds de toetreding in het betaald voetbal in 1954 | Resultaten van Hermes DVS sinds de toetreding in het betaald voetbal in 1954 | Resultaten van Hermes DVS sinds de toetreding in het betaald voetbal in 1954 | Resultaten van Hermes DVS sinds de toetreding in het betaald voetbal in 1954 | Resultaten van Hermes DVS sinds de toetreding in het betaald voetbal in 1954 | Resultaten van Hermes DVS sinds de toetreding in het betaald voetbal in 1954 | Resultaten van Hermes DVS sinds de toetreding in het betaald voetbal in 1954 | Resultaten van Hermes DVS sinds de toetreding in het betaald voetbal in 1954 | Resultaten van Hermes DVS sinds de toetreding in het betaald voetbal in 1954                                                                             |
| Seizoen                                                                      | Competitie                                                                   | Competitie                                                                   | Competitie                                                                   | Competitie                                                                   | Competitie                                                                   | Competitie                                                                   | Competitie                                                                   | Competitie                                                                   | Competitie                                                                   | Kwalificatie                                                                 | KNVB beker                                                                   | Bijzonderheid |
| Seizoen                                                                      | Divisie                                                                      | GW                                                                           | W                                                                            | G                                                                            | V                                                                            | PNT                                                                          | DV                                                                           | DT                                                                           | POS                                                                          | Kwalificatie                                                                 | KNVB beker                                                                   | Bijzonderheid |
| ---------------------------------------------------------------------------- | ---------------------------------------------------------------------------- | ---------------------------------------------------------------------------- | ---------------------------------------------------------------------------- | ---------------------------------------------------------------------------- | ---------------------------------------------------------------------------- | ---------------------------------------------------------------------------- | ---------------------------------------------------------------------------- | ---------------------------------------------------------------------------- | ---------------------------------------------------------------------------- | ---------------------------------------------------------------------------- | ---------------------------------------------------------------------------- | --- |
| 1954/55                                                                      | Eerste klasse C                                                              | 9                                                                            | 3                                                                            | 1                                                                            | 5                                                                            | 7                                                                            | 12                                                                           | 18                                                                           | 10e                                                                          | –                                                                            | Geen bekertoernooi                                                           | Hermes DVS treedt toe tot het betaald voetbal De competitie werd na de fusie van de KNVB en de NBVB niet afgemaakt. Alle teams werden opnieuw ingedeeld. |
| 1954/55                                                                      | Eerste klasse C                                                              | 26                                                                           | 2                                                                            | 8                                                                            | 16                                                                           | 12                                                                           | 28                                                                           | 55                                                                           | 14e                                                                          | Eerste klasse                                                                | Geen bekertoernooi                                                           | Hermes DVS treedt toe tot het betaald voetbal De competitie werd na de fusie van de KNVB en de NBVB niet afgemaakt. Alle teams werden opnieuw ingedeeld. |
| 1955/56                                                                      | Eerste klasse B                                                              | 26                                                                           | 16                                                                           | 6                                                                            | 4                                                                            | 38                                                                           | 60                                                                           | 30                                                                           | 1e                                                                           | Nacompetitie voor Eredivisie                                                 | Geen bekertoernooi                                                           | Wedstrijden tegen GVAV (0–4 & 0–3), KFC (4–2 & 1–2), NOAD (1–2) en RCH (0–2 & 0–1)                                                                       |
| 1956/57                                                                      | Eerste divisie B                                                             | 30                                                                           | 12                                                                           | 7                                                                            | 11                                                                           | 31                                                                           | 62                                                                           | 58                                                                           | 8e                                                                           | –                                                                            | 4e ronde                                                                     | – |
| 1957/58                                                                      | Eerste divisie B                                                             | 30                                                                           | 10                                                                           | 7                                                                            | 13                                                                           | 27                                                                           | 55                                                                           | 58                                                                           | 12e                                                                          | –                                                                            | 2e ronde                                                                     | – |
| 1958/59                                                                      | Eerste divisie B                                                             | 28                                                                           | 10                                                                           | 11                                                                           | 7                                                                            | 31                                                                           | 48                                                                           | 36                                                                           | 5e                                                                           | –                                                                            | 3e ronde                                                                     | – |
| 1959/60                                                                      | Eerste divisie B                                                             | 32                                                                           | 13                                                                           | 4                                                                            | 15                                                                           | 30                                                                           | 44                                                                           | 47                                                                           | 11e                                                                          | –                                                                            | Geen bekertoernooi                                                           | – |
| 1960/61                                                                      | Eerste divisie A                                                             | 34                                                                           | 16                                                                           | 5                                                                            | 13                                                                           | 37                                                                           | 49                                                                           | 60                                                                           | 7e                                                                           | –                                                                            | 1e ronde                                                                     | – |
| 1961/62                                                                      | Eerste divisie B                                                             | 34                                                                           | 12                                                                           | 7                                                                            | 15                                                                           | 31                                                                           | 52                                                                           | 62                                                                           | 12e                                                                          | Rechtstreekse degradatie                                                     | 2e ronde                                                                     | – |
| 1962/63                                                                      | Tweede divisie B                                                             | 32                                                                           | 13                                                                           | 9                                                                            | 10                                                                           | 35                                                                           | 50                                                                           | 46                                                                           | 7e                                                                           | –                                                                            | 1e ronde                                                                     | – |
| 1963/64                                                                      | Tweede divisie B                                                             | 30                                                                           | 18                                                                           | 6                                                                            | 6                                                                            | 42                                                                           | 48                                                                           | 24                                                                           | 2e                                                                           | Nacompetitie                                                                 | 1e ronde                                                                     | Wedstrijden tegen Alkmaar '54 (1–2), Roda JC (1–1) en Zwartemeer (0–1)                                                                                   |
| 1964/65                                                                      | Tweede divisie B                                                             | 28                                                                           | 9                                                                            | 5                                                                            | 14                                                                           | 23                                                                           | 41                                                                           | 46                                                                           | 10e                                                                          | –                                                                            | 1e ronde                                                                     | – |
| 1965/66                                                                      | Tweede divisie B                                                             | 28                                                                           | 7                                                                            | 6                                                                            | 15                                                                           | 20                                                                           | 40                                                                           | 58                                                                           | 13e                                                                          | –                                                                            | Groepsfase                                                                   | – |
| 1966/67                                                                      | Tweede divisie                                                               | 44                                                                           | 13                                                                           | 12                                                                           | 19                                                                           | 38                                                                           | 63                                                                           | 65                                                                           | 15e                                                                          | –                                                                            | Geen deelname                                                                | – |
| 1967/68                                                                      | Tweede divisie                                                               | 38                                                                           | 12                                                                           | 15                                                                           | 11                                                                           | 39                                                                           | 53                                                                           | 51                                                                           | 10e                                                                          | –                                                                            | Groepsfase                                                                   | – |
| 1968/69                                                                      | Tweede divisie                                                               | 34                                                                           | 8                                                                            | 9                                                                            | 17                                                                           | 25                                                                           | 47                                                                           | 60                                                                           | 16e                                                                          | –                                                                            | 1e ronde                                                                     | – |
| 1969/70                                                                      | Tweede divisie                                                               | 32                                                                           | 14                                                                           | 10                                                                           | 8                                                                            | 38                                                                           | 53                                                                           | 34                                                                           | 6e                                                                           | –                                                                            | 2e ronde                                                                     | – |
| 1970/71                                                                      | Tweede divisie                                                               | 32                                                                           | 17                                                                           | 6                                                                            | 9                                                                            | 40                                                                           | 51                                                                           | 29                                                                           | 4e                                                                           | –                                                                            | 1e ronde                                                                     | Hermes DVS keert noodgedwongen terug naar de amateurs |

### Topscorers
- 1954/55:  Wim van Lent (4)
- 0000000  Frans Mijnsbergen (8)
- 1955/56:  Frans Mijnsbergen (14)
- 1956/57:  Frans van den Burg (13)
- 1957/58:  Cock van der Tuijn (12)
- 1958/59:  Frans Mijnsbergen (12)
- 1959/60:  Frans van den Burg (8)
- 1960/61:  Eddy van de Graaf (14)
- 1961/62:  Theo van der Poel (11)
- 1962/63:  Theo van der Poel (14)
- 1963/64:  Henk de Blok (11)
- 1964/65:  Piet van der Burg (13)
- 1965/66:  Cees van Kooten (10)
- 1966/67:  Cees van Kooten (22)
- 1967/68:  Cees van Kooten (23)
- 1968/69:  Cees van Kooten (13)
- 1969/70:  Cees van Kooten (23)
- 1970/71:  Cees van Kooten (21)

### Trainers
- 1925–1930:  Ted Magner¹
- 1930–1931:  Charles Jackson
- 1932–1933:  John Donaghy
- 1934–1938:  Wim de Bois
- 1938–1939:  Billy Marsden
- 1939–1942:  Wim de Smit
- 1944–1948:  Bob Janse
- 1948–1950:  Ron Dellow
- 1950–1951:  István Janovitz
- 1951–1955:  Ch. Molenveld
- 1955–1957:  Wim de Smit
- 0000–1957:  Hugo van der Moer (a.i.)
- 1957–1960:  Tinus van der Pijl
- 1960–1962:  Wim Blokland
- 1962–1963:  Bob Janse
- 1963–1964:  Kees van Dijke
- 1964–1967:  Hugo van der Moer
- 1967–1968:  Gijs Doolard
- 1968–1969:  Toon Remmers
- 1969–1971:  Joop Castenmiller
- 1971–1972:  Hans Dorjee
- 1972–1974:  Henk Nebbeling
- 1976–1977:  Pim Visser
- 1977–1977:  Arie Stehouwer
- 1977–1977:  Jan Kooiman
- 1978–1981:  Wim Verhoorn

¹ Magner trainde vanaf 1925 alleen in de zomer en vanaf 1928 in vaste dienst.

## Internationals
Hermes DVS leverde de volgende spelers aan het Nederlandse elftal:
| Naam speler         | Int. | Min. | Goals | Debuut     | Laatst     |
| ------------------- | ---- | ---- | ----- | ---------- | ---------- |
| Jaap van de Griend  | 5    | 410  | 0     | 11-03-1928 | 12-06-1929 |
| Sjaak de Bruin      | 3    | 270  | 0     | 09-06-1929 | 02-11-1930 |
| Jan van Buijtenen   | 1    | 90   | 0     | 10-03-1946 | 10-03-1946 |
| Cock van der Tuijn  | 11   | 1020 | 2     | 26-05-1948 | 06-04-1952 |
| Frans van der Klink | 1    | 26   | 0     | 15-10-1950 | 15-10-1950 |

Joop Heijster speelde voor het B-elftal, het Nederlands militair voetbalelftal en werd eveneens opgeroepen voor het Nederlands bondselftal zonder speelminuten te maken.

## Cricket
Hermes DVS is in zijn geschiedenis twee keer landskampioen cricket geworden bij de mannen (1938 en 1946) en één keer (2014) bij de vrouwen. In 2023 werd de club kampioen van de Hoofdklasse en keerde daarmee terug op het hoogste niveau, de Topklasse.